# Kānī Bey
Kānī Bey (persiska: کانی بی) är en ort i Iran.   Den ligger i provinsen Västazarbaijan, i den nordvästra delen av landet, 500 km väster om huvudstaden Teheran. Kānī Bey ligger 1 398 meter över havet och antalet invånare är 212.
Terrängen runt Kānī Bey är kuperad åt nordost, men åt sydväst är den bergig.Runt Kānī Bey är det ganska tätbefolkat, med 83 invånare per kvadratkilometer. Närmaste större samhälle är Kūlseh-ye Soflá, 5,8 km sydost om Kānī Bey. Trakten runt Kānī Bey består i huvudsak av gräsmarker.